# Zsolt Mráv
Zsolt Mráv (* 1974) ist ein ungarischer Provinzialrömischer Archäologe.

## Leben
Mráv studierte bis 1997 an der Eötvös-Loránd-Universität in Budapest Provinzialrömische Archäologie. Er ist als Wissenschaftler am Ungarischen Nationalmuseum in Budapest tätig. Seine theoretischen Arbeitsschwerpunkte lagen in der Vergangenheit unter anderem in der römischen Epigraphik und der spätrömischen Grenzverteidigung im ungarischen Teil Pannoniens, sein bisher größtes Grabungsprojekt bildet die langjährige Erforschung des nie fertiggestellten spätantiken Kastells Göd-Bócsaújtelep.
Der Archäologe lehrte als Dozent von 2001 bis 2013 an der Universität Szeged. Im Jahr 2014 war er in gleicher Funktion an der Katholischen Péter-Pázmány-Universität in Budapest tätig. Außerdem bildet er seit 2002 als Dozent an der Ungarischen Akademie der Bildenden Künste Restauratoren aus.
Zu Mrávs kontrovers diskutierten Thesen gehören die Datierungsansätze der spätantiken Militärbauten entlang des ungarischen Donaulimes. Wichtige Erkenntnisse brachten auch seine Überlegungen zur Neubewertung der überlieferten antiken Ortsbezeichnungen und Namen im Großraum von Budapest. Zu seinen bedeutendsten bisherigen Ausgrabungen gehört das Kastell Göd-Bócsaújtelep. Hier konnte er eine völlig neue Chronologie der Ereignisse feststellen und die historischen Beziehung der Anlage zum Limes Sarmatiae auf Basis der von dem Archäologen Sándor Soproni (1926–1995) gemachten Denkansätze herausarbeiten.
Ein international spektakulärer Fall von Antikenraub beschäftigte Mráv 2007, wozu er auch in einer Fernsehdokumentation des britischen Senders Channel 4 auftrat. In der Nähe von Polgárdi im Komitat Fejér soll vor rund 30 Jahren der später unter mysteriösen Umständen umgekommene Steinbrucharbeiter József Sümegh den aus römischer Zeit stammenden Seuso-Schatz in einem später wissenschaftlich gesicherten palastartigen antiken Familiensitz gefunden haben. Der Schatz wurde wenig später auf dem Londoner Kunstmarkt angeboten.

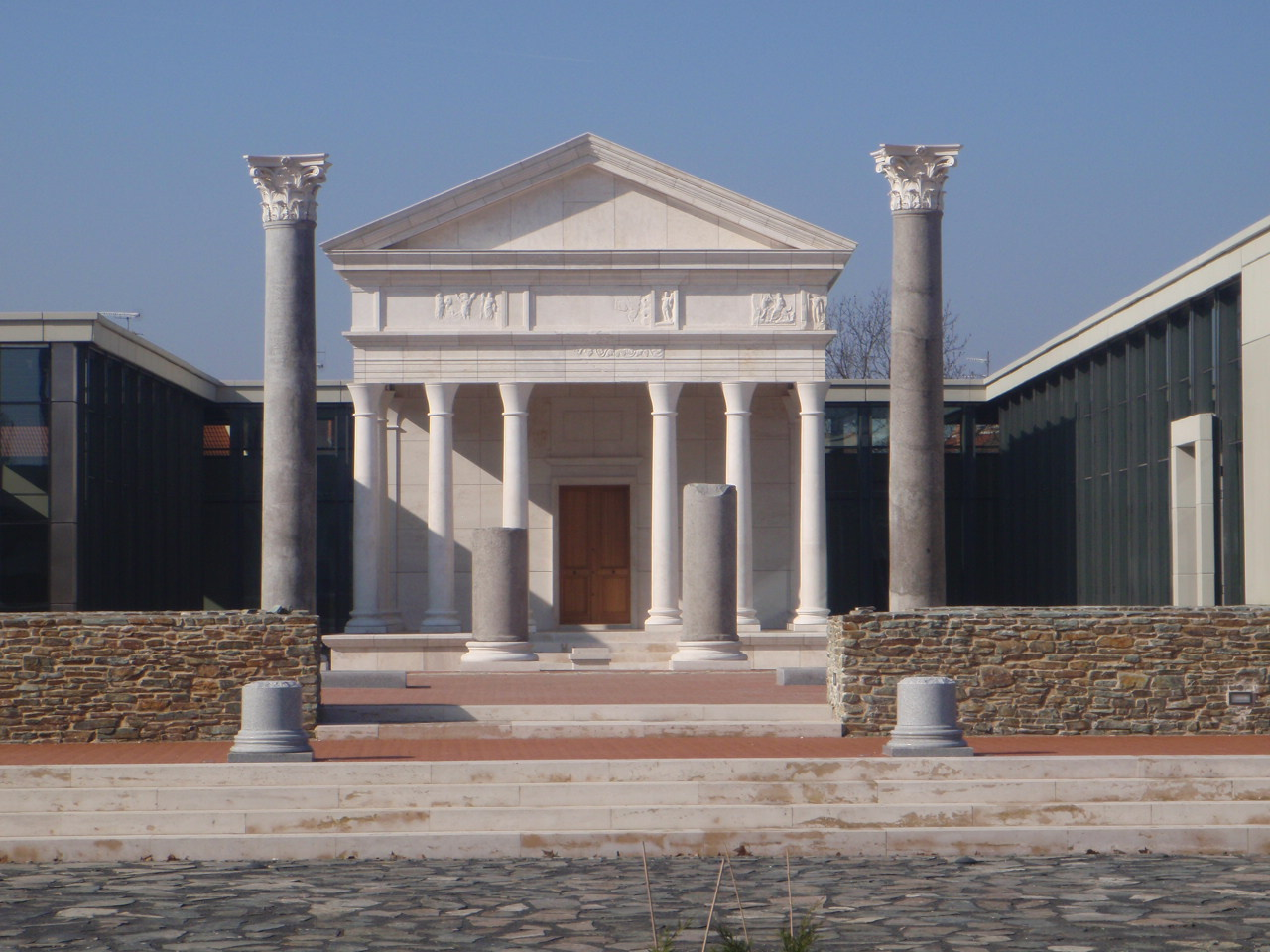
Das rekonstruierte Iseum in Szombathely

Für die Pläne der im August 2010 abgeschlossene vollständigen Rekonstruktion des Iseums der Colonia Claudia Savaria, heute Szombathely, war Mráv neben Tamás Mezős, dem Präsidenten des Ungarischen Denkmalamts und dem Archäologen Otto Sosztarits verantwortlich.
Mráv ist Mitarbeiter des Projekts Archäometrische Untersuchungen an römischen und mittelalterlichen Marmorobjekten bzw. Baudenkmälern aus Ungarn, das im Rahmen des Arbeitskreises für Archäometrie und Denkmalpflege der Deutschen Mineralogischen Gesellschaft Fundproben nach ihrer Herkunft untersucht.
Mráv arbeitet auch als archäologischer Fachredakteur. So von 1999 bis 2010 bei Régészeti Kutatások Magyarországon (Archäologische Untersuchungen in Ungarn), seit 2002 bei Folia Archaeologica und seit 2006 bei L’Année épigraphique. Er ist Mitglied mehrerer archäologischer Vereinigungen, darunter die Ungarische Limesgesellschaft (Magyar Limes Szövetség).
Der Archäologe ist Mitglied der Ungarischen Gesellschaft für Archäologie und Kunstgeschichte (Magyar Régészeti és Művészettörténeti Társaság), der Ungarischen Gesellschaft für Altertumskunde (Magyar Ókortudományi Társaság) sowie der Ungarischen Limeskommission (Magyar Limes Szövetség).

## Wichtige Ausgrabungen
- 2000: Im Mai untersuchte Mráv mit Ádám Szabó im Auftrag des Nationalmuseums einen Abschnitt der Limesstraße bei Érd.
- 2000/2001: Beginn der Grabungen am Kastell Göd-Bócsaújtelep
- 2002: Nachgrabung am Ländeburgus Dunakeszi
- Forschungen am Ländeburgus Dunafalva[3]
- 2002–2003: Teilnahme an der Ausgrabung eines römerzeitlichen Wagengrabes in Budaörs unter Katalin Ottományi.[4]

### Monographien
- mit György Terei, Gyula Nováki, István Feld und Sebestyén Sárközy: Fejér megye várai az őskortól a kuruc korig (= Magyarország várainak topográfiája. Band 3). Castrum Bene Egyesület/Civertan Bt., Budapest 2011, ISBN 978-963-08-2486-6 (online).
- mit Marianna Dági: The Seuso Treasure. The Splendour of Pannonia. Erudition and Luxury in Late Imperial Pannonia. Ungarisches Nationalmuseum, Budapest 2020, ISBN 978-615-5978-30-2.
- Campona Victrix. Győzedelmes Campona. Nagytétény a római korban. Magyar Nemzeti Múzeum, Budapest 2022, ISBN 978-615-5978-74-6.

### Herausgeberschaften
- mit Hedvig Győry (Hrsg.): Aegyptus et Pannonia. Acta symposii anno 2000. Comité del l’Egypte ancienne de l’Association amicate hongroise-egyptienne, ISBN 963-204-851-2.
- mit József Beszédes und Endre Tóth: Die Steindenkmäler von Bölcske. Inschriften und Skulpturen. (Katalog) Ungarisches Nationalmuseum, Budapest 2003
- mit Hedvig Győry (Hrsg.): Aegyptus et Pannonia. Acta symposii anno 2000. Comité del l’Egypte ancienne de l’Association amicate hongroise-egyptienne. ISBN 963-204-851-2

### Aufsätze
- L. Cornelius Felix Plotianus, Statthalter von Commodus in Pannonia Inferior und die Baugeschichte des Auxiliarkastells Intercisa (Dunaújváros, Ungarn) In: Szilvia Bíró (Hrsg.): Studia officina … Studia in honorem Dénes Gabler. Mursella, Győr 2009, S. 357 ff.
- mit Ádám Szabó: Fragment einer bronzenen Urkunde neuen Typs über die Entlassung eines Legionssoldaten vom Jahre 240 n. Chr. In: Zeitschrift für Papyrologie und Epigraphik 169, 2009, S. 255–268.
- Beschläge eines Flavierzeitlichen Schurzcingulums aus Baláca (Komitat Veszprém, Ungarn). In: László Kocsis (Hrsg.): The enemies of Rome. Proceedings of the 15th International Roman Military Equipment Conference, Budapest 2005 = Journal of Roman Military Equipment Studies. Bd. 16. Darlington/Budapest 2008, S. 279 ff.
- mit Ortolf Harl: Die trajanische Bauinschrift der porta principalis dextra im Legionslager Vindobona – Zur Entstehung des Legionslagers Vindobona. In: Fundort Wien. Berichte zur Archäologie 11, 2008, S. 36–55.
- Paradeschild, Ringknaufschwert und Lanzen aus einem römerzeitlichen Wagengrab in Budaörs. Die Waffengräber der lokalen Elite in Pannonien. In: Archaeologiai Értesitö 131, 2006, S. 33–73.
- Die Deichselmanschette. Zugarmkonstruktion bei römischen Wagen. In: Archaeologiai Értesitö 130, 2005, S. 21–52.
- mit Katalin Ottományi: DE{I}FU(N)C(TUS) EXP(EDITIONE) GERM(ANICA) LAU-RI(ACO) MORT(E) SUA. Sarkophag eines während der alamannischen Expedition Caracallas verstorbenen Soldaten aus Budaörs. In: Acta Archaeologica 56, 2005, S. 21–52.
- Rezension zu: Inschriften mit bronzenen Buchstaben in Sarmizegetusa? (Vorbericht). In: Gnomon 77, 2005, S. 89–106.
- Ein frühkaiserzeitliches Aristokratengrab aus dem Tauriskergebiet. Der Fund 1914 von Polhov Gradec (Slowenien). In: Communicationes archaeologicae Hungariae 2005, S. 309–361.
- mit Éva Maróti: Kiadatlan római kori kőemlékek Pest megyéből – Unveröffentlichte römische Steinandenken aus dem Komitat Pest. In: Múzeumtörténeti és Régészeti Tanulmányok. Studia Comitatensia. Bd. 28. Szentendre 2004, S. 247–260.
- Die Palimpsestinschriften der I. O. M. Teutanus geweihten Altäre. In: Ádám Szabó, Endre Tóth: Bölcske. Römische Inschriften und Funde. Ungarisches Nationalmuseum, Budapest 2003, (Libelli archaeologici Ser. Nov. No. II), ISBN 963-9046-83-9, S. 251–282 (PDF).
- Castellum contra Tautantum. Zur Identifizierung einer spätrömischen Festung. In: Ádám Szabó, Endre Tóth: Bölcske. Römische Inschriften und Funde. Ungarisches Nationalmuseum, Budapest 2003, (Libelli archaeologici Ser. Nov. No. II), ISBN 963-9046-83-9, S. 329–376 (PDF).
- Archäologische Forschungen 2000–2001 im Gebiet der spätrömischen Festung von Göd-Bócsaújtelep (Vorbericht). In: Communicationes archaeologicae Hungariae 2003. Budapest 2003, S. 83–114.
- Die Statuenbasis des Philippus Arabs aus Környe. In: Pannonica provincialia et Archaeologica. Festschrift für Jenő Fitz. Ungarisches Nationalmuseum, Budapest 2003, S. 331–333.
- Zur Datierung der spätrömischen Schiffsländen an der Grenze der Provinz. Valeria ripensis. In: Ádám Szabó, Endre Tóth (Hrsg.): Bölcske. Römische Inschriften und Funde. Ungarisches Nationalmuseum, Budapest 2003, S. 33–50.
- Kaiserliche Bautätigkeit zur Zeit Hadrians in den Städten Pannoniens. In: Acta antiqua Academiae scientiarum Hungarica 43, 2003, S. 125–137.
- Die Brückenbauinschrift Hadrians aus Poetovio. In: Communicationes archaeologicae Hungariae 2002. Budapest 2002, S. 15–57.
- Die Gründung Emonas und der Bau seiner Stadtmauer (Zur Ergänzung der Inschrift AIJ 170B = ILJug 304). In: Acta antiqua Academiae scientiarum Hungaricae 41, 2001, S. 81–98.
- Kaiserzeitliche Wagenbestattungen in Pannonia. In: Sein und Sinn, Burg und Mensch. (Ausstellungskatalog), St. Pölten 2001, S. 123–141.
- Der Besuch Caracallas und der Deus Invictus Serapis Kult in Pannonien. In: Communicationes archaeologicae Hungariae 2000. Budapest 2000, S. 67–97.
- Römische Militäranlagen im Barbaricum.  In: Von Augustus bis Attila. Konrad Theiss Verlag, Stuttgart 2000, ISBN 3-8062-1541-3, S. 48 ff.
- Aurelius Martialis, naucler(us) Portus (A)eni. Zum Handelsleben des 3. Jh. n. Chr. in Brigetio. In: Münstersche Beiträge zur antiken Handelsgeschichte. Bd. 18, 2. Münster 1999, S. 73–86.
- „Valentinianus … in ipsis Quadorum terris quasi romano iuri iam vindicatis aedificari praesidiria castra mandavit.“ (Amm. Marc. XXIX./6.2) I Valentinianus kvád külpolitikája egy vitatott Ammianus Marcellinus szöveghely tükrében. In: Pannoniai kutatások (1999) S. 77–111.
- Die Bautafel eines Heiligtums aus Visegrád. Zur Ergänzung der Inschrift RIU. 815. 306. In: Antaeus. Communicationes ex Instituto archaeologico Academiae scientiarum Hungaricae 24, 1998, S. 306–310.
- Castellum contra Tautantum. Egy későrómai erőd azonosításának problémájához. (Castellum contra Tautantum. Zum Problem der Identifizierung eines spätrömischen Kastells.) In: Savaria. A Vas Megyei Múzeumok Értesitöje. 22/3, 1992–1995 (1996), S. 11–19.

## Mitwirkung an Filmdokumentationen
- Time Team Special: The Mystery of the Roman Treasure. Britische archäologische Fernsehdokumentation auf Channel 4. Erstausstrahlung 2008.[5]